# Mario de Meo
Mario de Meo (Formia, 8 de septiembre de 1974) es un deportista italiano que compitió en taekwondo. Ganó una medalla de plata en el Campeonato Europeo de Taekwondo de 1996 en la categoría de –76 kg.
Participó en los Juegos Olímpicos de Sídney 2000, donde finalizó undécimo en la categoría de –80 kg.

## Palmarés internacional
| Campeonato Europeo | Campeonato Europeo   | Campeonato Europeo | Campeonato Europeo |
| Año                | Lugar                | Medalla            | Categoría          |
| ------------------ | -------------------- | ------------------ | ------------------ |
| 1996               | Helsinki (Finlandia) | Medalla de plata   | –76 kg             |